# 2010–2011-es magyar női kosárlabda-bajnokság
A 2010–2011-es magyar női kosárlabda-bajnokság a hetvennegyedik magyar női kosárlabda-bajnokság volt. Az A csoportban tizenhárom csapat indult el, a csapatok két kört játszottak. Az alapszakasz után az 1-8. helyezettek play-off rendszerben játszottak a bajnoki címért, a 9-12. helyezettek pedig play-off rendszerben játszottak a kiesés elkerüléséért.

## Alapszakasz
| #   | Csapat                  | M  | Gy | V  | K+   | K-   | P  |
| --- | ----------------------- | -- | -- | -- | ---- | ---- | -- |
| 1.  | Pécs 2010               | 24 | 23 | 1  | 2101 | 1329 | 47 |
| 2.  | MKB-Euroleasing Sopron  | 24 | 22 | 2  | 2106 | 1490 | 46 |
| 3.  | SEAT-Lami-Véd Győr      | 24 | 19 | 5  | 1909 | 1519 | 43 |
| 4.  | Zalaegerszegi TE NKK    | 24 | 17 | 7  | 1794 | 1556 | 41 |
| 5.  | Nanette-Ferencvárosi TC | 24 | 17 | 7  | 1649 | 1515 | 41 |
| 6.  | Mediteam-Szeged KE      | 24 | 14 | 10 | 1843 | 1661 | 38 |
| 7.  | Szolnoki NKK            | 24 | 11 | 13 | 1746 | 1846 | 35 |
| 8.  | Bajai NKK               | 24 | 11 | 13 | 1568 | 1693 | 35 |
| 9.  | Atomerőmű-KSC Szekszárd | 24 | 8  | 16 | 1663 | 1879 | 32 |
| 10. | Vasas SC-Csata DSE      | 24 | 5  | 19 | 1419 | 1694 | 29 |
| 11. | BSE-FCSM                | 24 | 5  | 19 | 1415 | 1939 | 29 |
| 12. | Ceglédi EKK             | 24 | 3  | 21 | 1446 | 2075 | 27 |
| 13. | BEAC-Újbuda             | 24 | 1  | 23 | 1397 | 1860 | 25 |

* M: Mérkőzés Gy: Győzelem V: Vereség K+: Dobott kosár K-: Kapott kosár P: Pont

## Rájátszás

### 1–8. helyért
Negyeddöntő: Pécs 2010–Bajai NKK 91–60, 82–55 és MKB-Euroleasing Sopron–Szolnoki NKK 88–56, 95–64 és SEAT-Lami-Véd Győr–Mediteam-Szeged KE 69–60, 65–80, 72–76 és Zalaegerszegi TE NKK–Nanette-Ferencvárosi TC 66–47, 51–70, 83–64
Elődöntő: Pécs 2010–Zalaegerszegi TE NKK 93–54, 88–65 és MKB-Euroleasing Sopron–Mediteam-Szeged KE 83–58, 82–66
Döntő: Pécs 2010–MKB-Euroleasing Sopron 82–76, 78–68, 56–80, 55–79, 79–83
3. helyért: Zalaegerszegi TE NKK–Mediteam-Szeged KE 91–82, 71–88, 63–61
5–8. helyért: Nanette-Ferencvárosi TC–Bajai NKK 87–72, 73–67 és SEAT-Lami-Véd Győr–Szolnoki NKK 76–53, 94–76
5. helyért: SEAT-Lami-Véd Győr–Nanette-Ferencvárosi TC 83–52, 78–73
7. helyért: Szolnoki NKK–Bajai NKK 73–77, 49–68

### 9–12. helyért
9–12. helyért: Atomerőmű-KSC Szekszárd–Ceglédi EKK 63–58, 83–78 és Vasas SC-Csata DSE–BSE-FCSM 60–51, 53–55, 62–60
9. helyért: Atomerőmű-KSC Szekszárd–Vasas SC-Csata DSE 59–70, 67–51, 89–65
11. helyért: BSE-FCSM–Ceglédi EKK 84–71, 62–78, 77–58